# Test ścienny Degi
Test ścienny Degi – badanie mające na celu wykrycie ograniczenia ruchomości w obrębie stawów ramiennych. Badanemu poleca się przyjęcie pozycji siadu ugiętego tyłem (plecy przywierają do ściany), a następnie podniesienie ramion w górę. Jeśli nie jest on w stanie dotknąć płaszczyzny ściany, to kąt zawarty między ramionami i ścianą określa stopień przykurczu. 
Test jest ważny w diagnostyce skoliozy, ponieważ przykurcz w stawie ramiennym, podobnie jak stawu biodrowego i mięśni kulszowo-goleniowych należy do najczęstszych przykurczów rzutujących na kształt kręgosłupa.